# Сејлем (Вирџинија)
Сејлем (енгл. Salem) град је у америчкој савезној држави Вирџинија. По попису становништва из 2010. у њему је живело 24.802 становника.

## Демографија
Према попису становништва из 2010. у граду је живело 24.802 становника, што је 55 (0,2%) становника више него 2000. године.
| Група             | 2000.          | 2010.          |
| Белци             | 22.594 (91,3%) | 21.653 (87,3%) |
| Афроамериканци    | 1.455 (5,9%)   | 1.763 (7,1%)   |
| Азијати           | 241 (1,0%)     | 402 (1,6%)     |
| Хиспаноамериканци | 205 (0,8%)     | 601 (2,4%)     |
| Укупно            | 24.747         | 24.802         |